# Ain Zana
Ain Zana (àrab: عين الزانة, ʿAyn az-Zāna) és una zona boscosa a cavall entre Tunísia i Algèria.

## Reserva natural d'Ain Zana a Tunísia
La reserva natural d'Ain Zana és una reserva situada a la delegació de Bousalem, a la governació de Jendouba, a la zona boscosa de l'oued Zana. Té una superfície de 47 hectàrees i fou creada per ordre ministerial de 18 de desembre de 1993. Està destinada sobretot a protegir l'arruí. Els pendents de la muntanya són del 35% i com a vegetació predomina el roure (Quercus canariensis, Quercus suber i Quercus afares, aquesta darrera varietat força estranya a Tunísia). La fauna es caracteritza pels senglars, els xacals, les guineus, les mangostes, les llebres i alguns exemplars del ja esmentat arruí.

## Poble i zona natural d'Ain Zana a Algèria
La reserva natural d'Ain Zana és una reserva situada a la província de Souk Ahras d'Algèria, i és una de les darreres reserves naturals d'Algèria a causa del recent establiment que va tenir lloc el 2017, d'una superfície al voltant de 7.462 hectàrees, i inclou els territoris d'alguns municipis com ara el propi Ain Zana, a pocs quilòmetres de la frontera amb Tunísia.